# Focke-Achgelis Fa 223
El Focke-Achgelis Fa223 Drache (alemany: Drac) va ser un helicòpter desenvolupat a Alemanya durant la Segona Guerra Mundial. Un motor radial Bramo 323 de 1.010 CV alimentava dos rotors de tres pales instal·lats en dues projeccions metàl·liques a cada costat del fuselatge. Tot i que es considera, junt amb el Flettner Fl 282, el primer helicòpter que va arribar a la fase de producció en sèrie, la seva producció va ser greument afectada pels bombardejos aliats.

## Disseny i desenvolupament
Henrich Focke, un dels fundadors de l'empresa Focke-Wulf, ja havia presentat el Focke-Wulf Fw 61, un primer disseny d'helicòpter. Després de la fundació de l'empresa Focke-Achgelis per Henrich Focke i Gerd Achgelis el 1937, va desenvolupar un helicòpter més gran que es va rebre a la denominació Fa 223 i el sobrenom de "Drac".
Després dels vols del Fw 61 amb Hanna Reitsch, el 1938, el Ministeri de l'aviació del Reich (RLM) va encarregar a la companyia Focke-Achgelis la creació d'un helicòpter militar que havia de poder transportar una càrrega de 700 kg.
Les proves amb el prototip Fa 223 V1 van començar a l'octubre de 1939. El primer vol en alçada del V1 va ser el 3 d'agost de 1940, després de més de 100 hores de proves d'enlairament i aterratge. A l'octubre, es va volar fins al centre de proves de la Luftwaffe a Rechlin per evaluar-lo i mentre,es va establir una velocitat màxima de 182 km/h, una velocitat d'ascens de 528 m/min i una alçada màxima de 7.100 m, un rendiment molt superior al demostrat per qualsevol altre helicòpter del món. Les proves de vol van posar de manifest severes vibracions i poc control en baixa velocitat, a més d'altres problemes menors. Aquests van trigar gairebé dos anys a corregir-se. La Luftwaffe tenia previst construir-ne fins a 400 al mes en cinc versions:
- Fa 223A - antisubmarí (dues càrregues de profunditat)
- Fa 223B - reconeixement (tanc auxiliar de combustible ejectable)
- Fa 223C - cerca i rescat (cabrestant amb cable de rescat i cistella)
- Fa 223D - transportista de càrrega (fins a 1.700 kg)
- Fa 223E - entrenador (controls duals)

El fuselatge era una construcció d'acer tubular soldada que es recobria amb tela a la zona posterior. A la popa hi havia una unitat de cua convencional amb un timó de profunditat instal·lat a la part superior. La zona del davant amb la cabina i el motor estava cobert de xapa metàl·lica. La tripulació de dos homes (pilot i observador) s'allotjaven un al costat de l'altre en una cabina completament acristallada amb una bona visibilitat integral. Al centre, a prop del centre de gravetat, es va instal·lar el motor i els engranatges. Per a això es va utilitzar un motor radial de nou cilindres BMW-Bramo 323 "Fafnir". Els dos rotors de tres pales que giraven cada un en sentit contrari a l'altre per vèncer el par motor es van fixar cada un en una estructura d'enreixat metàl·lic que sortia del lateral del fuselatge. Hi havia un espai de càrrega amb un cabrestant elèctric entre la cabina i la unitat motriu. Es podia elevar càrrega o una cistella de rescat penjada en un ganxo per aixecar-la. L'helicòpter també podria estar equipat amb un dipòsit de 300 litres per augmentar l'abast.

## Producció
Les proves del prototip Fa 223 V1 es van iniciar a l'octubre de 1939, inicialment amb diversos problemes de vibracions. El 1941 es va acordar la producció en sèrie de la versió Fa 223 E com a helicòpter polivalent. La producció havia de tenir lloc a la fàbrica Focke-Achgelis de Hoykenkamp a prop de Delmenhorst, però es va traslladar a Laupheim a prop d'Ulm després d'un bombardeig aliat. En total, només es podrien construir unes 20 unitats.

### Producció de postguerra
La companyia francesa SNCASE va construir el SE-3000, un desenvolupament del Fa 223, ajudada per Focke. Dissenyat per al transport de personal, tenia espai per a 4 passatgers. Se'n van construir tres. El primer va volar el 23 d'octubre de 1948
Dos Fa 223 es van completar amb aprofitant peces i parts recuperades entre 1945 i 1946 a la fàbrica Československé Závody Letecké (antiga Avia) a Txecoslovàquia, amb la designació VR-1

## Ús operatiu
A mitjans de febrer de 1945, va començar la formació del Transportstaffel 40 (TS/40) (Esquadró de transport 40). Aquesta unitat es va equipar amb Fa 223 i Fl 282. A causa dels atacs aeris nord-americans, l'esquadró va ser traslladat a la base aèria Aigen a la vall d'Enns. A causa de l'avanç de les tropes soviètiques, l'equip de transport amb tota la flota va ser traslladat a la vall de Salzach el 5 de maig de 1945. Finalement tot l'esquadró es va entregar als nord-americans a Ainring

### Rescat aeri
Un Fa 223 amb el codi GW + PA, probablement, va volar la primera operació de rescat en helicòpter en condicions de combat des de l'aeroport de campanya situat a prop de Danzig-Praust. El 6 de març de 1945, el pilot Tinent Helmut Gerstenhauer va recuperar el pilot d'un Bf 109 G-8 que havia aterrat d'emergència a Goschin i no havia trobat el camí de tornada al camp aeri a Danzig-Praust en una tempesta de neu.

### Primer vol d'un helicòpter sobre el Canal de la Mànega

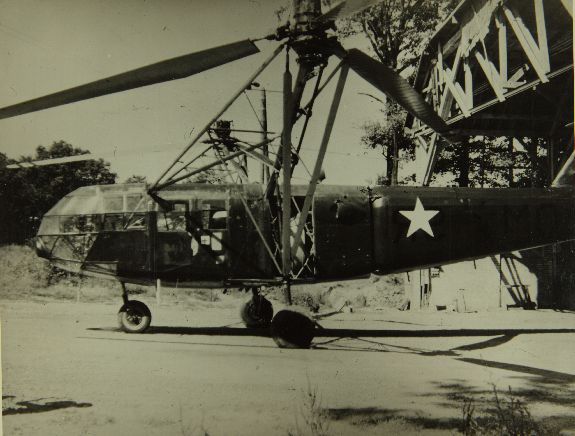
Focke Achgelis Fa-223 poc després de la seva captura pels americans al 1945 amb l'estel blanc de l'exèrcit de terra.

L'exèrcit dels Estats Units pretenia traslladar les aeronaus capturades de tornada als EUA a bord d'un vaixell, però només tenia lloc per a un dels Drachen capturats. La RAF es va oposar als plans per destruir l'altre, el V14, de manera que Helmut Gerstenhauer, amb dos observadors, el va volar a través del Canal de la Mànega des de Cherbourg fins a la base de la RAF a Beaulieu, el 6 de setembre de 1945. El V14 va fer posteriorment dos vols de prova a RAF Beaulieu abans de ser destruït per accident el 3 d'octubre, quan va fallar l'eix de transmissió. L'accident va passar a causa d'un error en no tensar correctament els cables d'acer que fixaven el motor, malgrat les advertències de Gerstenhauer.

## Dades tècniques[4]
- Tripulants: 2 (fins a 4 passatgers)
- Longitud: 12,25 m
- Amplada: 24,50 m (abast sobre rotors)
- Alçada: 4,36 m
- Pes buit: 3.180 kg
- Pes brut: 3.860 kg
- Pes màxim d'enlairament: 4.315 kg
- Capacitat de combustible: 490 L dipòsit intern + 300 L en dipòsit extern
- Motor: 1 BMW Bramo 323D-2 radial de nou cilindres, 750 kW (1.000 CV)
- Velocitat màxima: 186 km / h a 2.000 m
- Velocitat de creuer: 134 km / h a 2.000 m
- Abast: 437 km (combustible intern) 700 km (amb dipòsit auxiliar)
- Sostre de servei: 4.875 m